# Gorączka Oropouche
Gorączka Oropouche – druga, po gorączce denga, najczęstsza choroba arbowirusowa obszaru brazylijskiej Amazonii. Dotychczasową liczbę przypadków w historii ocenia się na około 500 tysięcy.

## Etiologia
Gorączka Oropouche wywoływana jest przez buniawirusy OROV z rodzaju Orthobunyavirus. Opisano kilka genotypów wirusa. Wektorami, przenoszącymi OROV na ludzi, są krwiopijne muchówki Culicoides paraensis.

## Występowanie
Wirus został po raz pierwszy stwierdzony u gorączkujących robotników leśnych na Trynidadzie w roku 1955. W Brazylii wirus wyizolowany został od leniwca trójpalczastego (Bradypus tridactylus) w 1960 (później także od marmozet), a w 1961 odnotowano w tym kraju pierwszą epidemię (ok. 11 tys. infekcji). Przez 20 lat gorączka Oropouche występowała jedynie w stanie Pará, głównie w Belém i okolicach. Z czasem wirus był wykrywany w innych stanach brazylijskich: Amazonas, Amapá, Acre, Rondônia, Tocantins i Maranhão. Choroba występuje także w Panamie i Peru.

## Objawy i przebieg
Do objawów gorączki Oropouche zalicza się, poza gorączką, bóle głowy, dreszcze, bóle mięśni i stawów, jadłowstręt, wymioty, czasem cechy zapalenia opon mózgowo-rdzeniowych. Choroba kończy się zwykle pełnym wyzdrowieniem.

## Leczenie
Leczenie objawowe, przyczynowe nie jest znane. Nie opracowano szczepionki.